# Onychognathus tristramii
Lo storno di Tristram (Onychognathus tristramii (Sclater, P. L., 1858)) è un uccello passeriforme appartenente alla famiglia Sturnidae, diffuso in Medio Oriente.

## Distribuzione e habitat
La specie è presente in Palestina, Israele, Egitto, Giordania, Arabia Saudita, Yemen e Oman.